# HAProxy
O HAProxy é um software de código aberto e gratuito que fornece um balanceador de carga e servidor proxy de alta disponibilidade para aplicativos baseados em TCP/IP e HTTP que espalha solicitações por vários servidores. Está escrito em C e tem uma reputação de ser rápido e eficiente (em termos de processador e uso de memória).